# 荒木敏夫
荒木 敏夫（あらき としお、1946年 - ）は、日本の歴史学者。専修大学名誉教授。

## 来歴
1946年、東京都に生まれる。1969年、早稲田大学教育学部社会科地理歴史専修卒業。1975年、東京都立大学人文学部大学院人文科学研究科史学専攻（博士課程）中退。愛知教育大学講師、助教授、1987年専修大学文学部教授。2002年文学部長。2017年定年退職、専修大学名誉教授。

## 著書
- 『日本古代の皇太子』吉川弘文館　1985　古代史研究選書
- 『可能性としての女帝 女帝と王権・国家』青木書店　1999
- 『日本の女性天皇 十代八人の知られざる素顔』主婦と生活社　2003　のち小学館文庫
- 『日本古代王権の研究』吉川弘文館　2006　ISBN　9784642024495
- 『古代天皇家の婚姻戦略』吉川弘文館・歴史文化ライブラリー、2012　オンデマンド版　2022　ISBN　9784642757591
- 『古代日本の勝者と敗者』吉川弘文館・敗者の日本史 4、2014　ISBN　9784642064507

## 編著
- 『古代王権と交流 5　ヤマト王権と交流の諸相』編 名著出版、1994
- 『日本史のエッセンス 歴史が物語るもの』保坂智、加藤哲郎共著　1997　有斐閣アルマ